# Andon (engenharia)

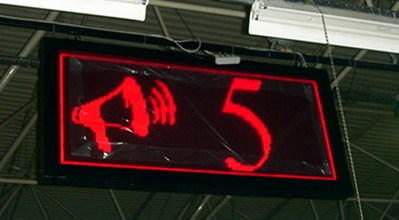
Sinal luminosos indicando que há algum problema na cadeia de produção.

Andon (em japonês: アンドン or あんどん ou 行灯, literalmente Lâmpada) é uma ferramenta de gestão do Lean Manufacturing, que se utiliza de sinais luminosos e/ou sonoros para avisar que há algum defeito na cadeia de produção.
Esta importante ferramenta de gestão visual é utilizada quando anormalidades no processo de produção ocorrem e está no pilar “Jidoka” do Sistema Toyota de Produção, pois ajuda na situação de “parar e notificar as anormalidades”, sendo de suma importância nesse processo de detecção e
eliminação das anormalidades dentro do Takt Time. 
 Na prática, o Andon é um sistema utilizado pelos operadores da linha de produção ou mesmo pelo próprio equipamento para sinalizar a produtividade ou alguma falha no processo, solicitando assim a ajuda de técnicos de manutenção, engenheiros e outros responsáveis pela resolução do problema.
A complexidade do sistema Andon é variavel. A forma mais simplificada é uma coluna de luzes de várias cores. Uma delas representa o estado OK, ou seja, que a produção transcorre de forma normal, respeitando a cadeia de produção e sem problemas de qualidade e segurança. As outras cores, porém, representam cada uma das categorias de falhas que se quer identificar, e se acendem sempre quando há uma falha na categoria correspondente. Um exemplo de Andon com distribuição de luzes segue abaixo:
- Branco - Produção normal
- Vermelho - Problema de Qualidade
- Âmbar - Falta de material
- Azul - Problema com alguma máquina de produção

Já os sistemas mais evoluídos de Andon podem detalhar ainda mais tipos de erros, comunicar erros em uma rede de informática e até registrar dados sobre o funcionamento da linha de produção.